# Петиль (приток Виты)
Петиль (укр. Петіль) — река на Украине, на Приднепровской возвышенности, в пределах Васильковского района и Киево-Святошинского районов Киевской области и г. Киева. Левый приток реки Виты, которая впадает в Днепр в пределах Киева (в районе Чапаевки Жуков острова).

## Гидрографическая характеристика
Река Петиль берет свое начало в селе Мархалевка Васильковского района Киевской области. Протекает в юго-восточном направлении через с. Иванковичи, после которого принимает с правого берега ручей, который течет из северной части с. Рославичи. Дальше — с. Ходосовка Киево-Святошинского района, через которое рядом (севернее), протекает река Сиверка — левый приток Виты. В Ходосовке Петиль принимает с правого берега ручей, который течет из южной части с. Рославичи, и через с. Гвоздов. По Лаврентию Похилевичу (в 1864 г.) этот ручей назывался Рославка, его длина около 13 км. Потом р. Петиль пересекает Днепровское шоссе и перед поселком Вита-Литовская (или Вита) впадает в р. Вита (выше впадения в нее р. Сиверка).
Длина р. Петиль — 19,4 км, площадь бассейна, — 62,9 км². Русло извилистое. Ширина поймы — 60-400 м. Высота истока — 192,5 м над уровнем моря. Уклон реки — 5,124 м/км.

## Сток и качество воды
Река расположена в юго-западной части пригородной зоны Киева, за пределами городской застройки (как и весь бассейн Виты). Течет в юго-восточном направлении.
Средний многолетний расход воды — 0,14 м³/с. Средний многолетний объем стока воды — 4,42 млн м³ за год.
По химическому составу вода гидрокарбонатно-кальциевого состава с минерализацией около 620 мг/дм³ и жёсткостью воды 9,4 мг-экв/дм³. На показатели качества воды в реке влияют населённые пункты, расположенные в бассейне реки, — через попадание хозяйственно-бытовых сточных вод в поверхностные и грунтовые воды.